# El pare de la núvia (pel·lícula de 1950)
El pare de la núvia (títol original en anglès: Father of the Bride) és una comèdia estatunidenca de Vincente Minnelli, estrenada el 1950. Una continuació de Father's Little Dividend va ser concebuda, amb el mateix equip, un any més tard. El director va abandonar el final d'un rodatge per començar aquest. Aquesta pel·lícula ha estat doblada al català.
Produïda per la MGM, és una comèdia enginyosa que parla d'un madur pare de família (Spencer Tracy), a qui la filla de dinou anys (Elizabeth Taylor) confessa un dia es vol casar amb un noi de qui s'ha enamorat (Don Taylor). L'home, a més de tristesa per la imminent separació de la filla, és arrossegat pels preparatius del casament, al costat de la seva esposa (Joan Bennett). El director, Minnelli, ironitza sobre els costums de la família nord-americana mitjana i les seves manies relacionades amb els preparatius per a un casament. El guió ofereix una explosió de situacions hilarants (pares de la núvia es reuneixen amb els consogres, les proves a l'església, ...) i els moments delicats (discursos i la confiança entre pare i filla). Amb un repartiment extraordinari, la pel·lícula va rebre una nominació a l'Oscar per a Tracy.

## Argument
El fiscal Stanley Banks (Spencer Tracy) està molt nerviós perquè la seva preciosa filla gran Kay (Elizabeth Taylor) li ha comunicat la seva decisió de casar-se amb Buckley Dunstan (Don Taylor). Aquest casament provoca en la seva divertida família una activitat endiablada que es tradueix en nervis i alteracions. Banks està massa ocupat amb la llista de convidats, ni més ni menys que tres-cents. Tot ha d'estar preparat, no pot fallar res en el dia més important en la vida de Kay, però el caos és inevitable. El problema és que Stanley Banks i la seva dona Ellie Banks, (Joan Bennett), es resisteixen a desprendre's de la seva filla. Només quan estiguin submergits en la desbordant activitat dels preparatius s'adonaran que potser estiguin traient les coses de polleguera.

## Repartiment
- Spencer Tracy: Stanley T. Banks
- Joan Bennett: Ellie Banks
- Elizabeth Taylor: Kay Banks
- Don Taylor: Buckley Dunstan
- Billie Burke: Doris Dunstan
- Leo G. Carroll: Mr. Massoula
- Moroni Olsen: Herbert Dunstan
- Melville Cooper: Mr. Tringle
- Taylor Holmes: Warner
- Paul Harvey: Reverend Galsworthy
- Marietta Canty: Delilah
- Russ Tamblyn: Tommy Banks
- Tom Irish: Ben Banks

## Producció

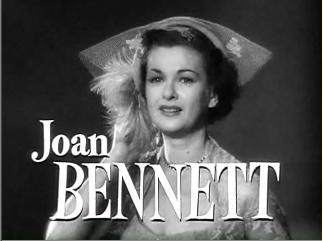
Joan Bennett

Quan Tracy va sentir que un altre actor estava sent provat, va acabar la pel·lícula. Minnelli va demanar a Katharine Hepburn que convidés Tracy a un sopar on després va convèncer Tracy perquè s'unís a la producció.
La pel·lícula va ser una de les de més èxit en taquilla d'aquell any, ja que va guanyar 4.036.000 dòlars als Estats Units i Canadà i 2.048.000 dòlars a l'estranger, cosa que va fer que MGM aconseguís uns beneficis de 2.936.000 de dòlars.

## Premis i nominacions

### Premis
El 2000 l'American Film Institute el va situar en el lloc 83 de la classificació AFI's 100 Years... 100 Laughs.

### Nominacions[calcitació]
- 1951: Oscar al millor actor per Spencer Tracy
- 1951: Oscar a la millor pel·lícula
- 1951: Oscar al millor guió adaptat per Frances Goodrich i Albert Hackett

## Seqüela
El 1951 es va rodar una seqüela, Father's Little Dividend, interpretat pel mateix elenc d'actors. De la pel·lícula hi ha un remake molt posterior, El pare de la núvia de 1991 dirigida per Charles Shyer i protagonitzada per Steve Martin en el paper que va interpretar Spencer Tracy, i una sèrie televisiva del mateix nom.